# Tatort: Eine Million Mäuse
Eine Million Mäuse ist die 190. Folge der Fernsehreihe Tatort. Die vom Süddeutschen Rundfunk produzierte Folge wurde erstmals am 22. Februar 1987 im Ersten Programm der ARD ausgestrahlt. Für Kriminalhauptkommissar Hans Schreitle (Horst Michael Neutze) ist es der erste Fall als Hauptermittler, nachdem er im Verlauf des letzten Falls Einer sah den Mörder seines Vorgängers Eugen Lutz (Werner Schumacher) diesen abgelöst hatte, nachdem Lutz vom Dienst suspendiert worden war. Es geht um einen sieben Jahre zurückliegenden Bankraub und den Mord an zwei Personen in diesem Zusammenhang.

## Handlung
Horst Kramer wird nach sieben Jahren Haft, die er wegen Bankraubes einsaß, aus der JVA entlassen. Obwohl die Polizeiführung keine Observation angeordnet hat, beobachtet Schreitle, der mit dem Fall damals betraut war, heimlich Kramers erste Schritte in Freiheit. Kramers Komplize kam damals bei der Flucht ums Leben, Kramer wurde ein paar Tage später gestellt, die Millionenbeute blieb allerdings verschwunden. Vor der JVA wird Kramer von dem ihm unbekannten Lemmy Lehmann angesprochen, der ihm als Erkennungszeichen die Hälfte eines zerrissenen Zehn-DM-Scheines überreicht, woraufhin Kramer zu ihm ins Auto steigt. Neben Schreitle verfolgt noch eine junge Frau die beiden. Lehmann bemerkt die Verfolger und fährt in ein Parkhaus, um dort in einen anderen Wagen umzusteigen, doch Kramer misstraut Lehmann und wittert eine Falle. Er verhindert das Umsteigen in ein anderes Auto, so dass sie das Parkhaus im selben PKW verlassen. Schreitle, der den beiden ins Parkhaus gefolgt war, wird dort Zeuge eines Autobombenanschlags auf das Auto, in das die beiden eigentlich umsteigen wollten, während Kramer aus Lehmanns Wagen steigt und diesen abschüttelt. Das Opfer ist der Staatsanwalt Dr. Matuschek, die Beamten entdecken eine Sprengladung am Anlasser des Wagens, normalerweise fährt er nie um diese Uhrzeit mit seinem Wagen weg.
Kurz darauf geht ein Bekenneranruf bei der Lokalzeitung ein, der Anschlag soll von der türkischen Terrororganisation AGTA verübt worden sein, weil Matuschek das Verfahren gegen zwei Mitglieder wegen illegalen Waffenbesitzes geführt hatte. Schreitle geht der Angelegenheit nach und erfährt vom LKA, dass eine Organisation dieses Namens nicht existiert. Er geht deshalb davon aus, dass der Täter eher in Matuscheks Umfeld zu suchen ist, die Person muss Zugang zu dessen Auto gehabt zu haben. Kommissar Lukas hat inzwischen herausgefunden, dass der Wagen, mit dem Kramer abgeholt wurde, auf Lemmy Lehmann zugelassen ist. Lukas sucht den polizeibekannten Lehmann auf, dieser behauptet, ein alter Freund von Kramer zu sein und ihn aus Gefälligkeit abgeholt zu haben. Auf weiteres Nachfragen Lukas‘ räumt Lehmann schließlich ein, dass Kramer ihm im Parkhaus misstraute und ihm kurz danach davongelaufen sei. Ein ihm unbekannter Auftraggeber habe ihn damit betraut, Kramer zu einer bestimmten Adresse zu bringen, im Parkhaus sollten sie in ein anderes Auto umsteigen, Lehmann übergibt Lukas den Schlüssel, die Wagenbeschreibung passt zu Matuscheks Auto. Derweil wird Kramer erneut von der jungen Frau verfolgt, die ihm bereits bei seiner Haftentlassung gefolgt war, es ist Nicole Rohde, die damalige Freundin seines verstorbenen Komplizen. Sie bietet ihm eine Übernachtungsmöglichkeit für die nächsten Tage an, verlangt aber den Anteil von DM 500.000 ihres verstorbenen Freundes am Überfall, Kramer sagt ihr zu, ihren Anteil auszuzahlen, sobald er an das Geld kommt.
Schreitle und Lukas haben indessen herausgefunden, dass der Schlüssel von Lehmann tatsächlich zu Matuscheks Wagen passt, für die beiden Beamten steht daher fest, dass der Anschlag nicht Matuschek, sondern Kramer galt. Frau Matuschek gibt Schreitle und Lukas gegenüber an, dass nur sie und ihr Mann einen Schlüssel zu dem Wagen gehabt hatten, der Wagen war allerdings in der Woche zuvor beim Kundendienst zur Inspektion. Werkstattmeister Kurak erklärt Schreitle, dass der Schlüssel während der Inspektion in der Werkstatt beim Wagen ist und anschließend im Büro verwahrt werde. Schreitle fährt zur Adresse, zu der Lehmann Kramer hätte bringen sollen, wie er bereits von Lukas erfahren hat, steht dort lediglich der Rohbau eines Wohnhauses, dort fällt ihm ein Liebespaar auf, dass offensichtlich plant, dort eine Eigentumswohnung zu beziehen. Anschließend will Schreitle Lehmann aufsuchen, doch dessen Freundin Iris erklärt ihm, dass dieser verreist sei, eine Adresse habe sie nicht. Auch auf Schreitles Vorhalt, Lehmann könnte in Gefahr sein, beharrt sie darauf, seinen Aufenthaltsort nicht zu kennen. Durch einen Trick kann Schreitle eine Telefonnummer einer Pension aufschreiben, die Iris sich notiert hatte, Iris informiert kurz darauf Lehmann über Schreitles Besuch. Schreitle sucht Kramers damaligen Rechtsanwalt Dr. Wendel auf, dieser gibt an, keinen Kontakt mehr zu haben, Kramer hatte ihm damals während des Prozesses das Mandat entzogen. Über Kontakte Kramers wisse er nichts, ihm ist von damals nur Nicole Rohde in Erinnerung, die Kramer als Freundin seines Komplizen gekannt haben müsste, Kramer habe zwar eine Schwester, diese habe sich damals allerdings im Ausland aufgehalten. Schreitle lässt Nicole daraufhin observieren, doch durch einen Trick gelingt es ihr, den Verdacht der Beamten auf eine Komplizenschaft mit Kramer von sich abzulenken. Schreitle erfährt von Lukas, dass Kramers Schwester inzwischen mit einem Kurak verheiratet ist, Schreitle wird hellhörig, da es sich um den Werkstattleiter aus dem Autohaus handelt, in dem Matuscheks Wagen repariert worden war.
Schreitle und Lukas beobachten Kurak, wie er zu Kramers Schrebergarten fährt und dort nach etwas graben will, die Beamten nehmen ihn fest, da sie vermuten, dass er nach der Beute graben wollte. Einen Haftbefehl kann Schreitle wegen der dünnen Beweislage allerdings nicht erwirken, Kurak wird umgehend wieder freigelassen. Unterdessen teilt Lehmann seiner Freundin telefonisch mit, dass er den Mann wiedererkannt habe, der ihm den Autoschlüssel gab und dass er das Geschäft seines Lebens erwarte, unmittelbar darauf wird er in seinem Pensionszimmer ermordet. Als Schreitle am nächsten Morgen dorthin fährt, um Lehmann zu einer Gegenüberstellung mit Kurak abzuholen, muss er feststellen, dass er zu spät kam. Von Iris erfahren die Beamten von Lehmanns Anruf kurz vor dessen Tod. Da Schreitle am nächsten Tag Kurak nicht im Betrieb antrifft, sucht er dessen Frau an deren Arbeitsplatz auf, er erkennt in ihr und ihrem Chef das Liebespaar von der Baustelle wieder, spricht sie aber nicht darauf an. Von Frau Kurak erfährt er, dass sie in Scheidung von ihrem Mann lebt und daher nicht wisse, wo er sich aufhalte. Kurz darauf meldet sich Kurak bei Schreitle und Lucas, jemand hat im Schrebergarten seines Schwagers eine Ausgrabung gemacht, die Beamten glauben zu wissen, dass dort die Beute versteckt war und dass Kurak offenbar als Täter ausscheidet.
Lukas hat herausgefunden, dass der Chef und Geliebte von Kramers Schwester hochverschuldet ist, zudem ist Frau Matuschek Stammkundin in seinem Friseursalon, so dass er auch an Matuscheks Wagenschlüssel gekommen sein kann, auch hat er eine Filiale in Schwarzach, wo Lehmann ermordet wurde. Kramer, der aus seinem Versteck nicht die Beute, sondern die Tatwaffe herausgeholt hatte, schießt seinem Rechtsanwalt Dr. Wendel als Drohgebärde ins Fenster, bevor er diesen aufsucht und fragt ihn nach der Beute, dieser gibt an, das Geld auf einem Nummernkonto in der Schweiz deponiert zu haben. Kramer wirft ihm vor, dass er ihn habe reinlegen und schließlich aus dem Weg räumen wollen, um die Beute für sich allein zu behalten. Kramer will ihn erschießen, doch Wendel macht ihm klar, dass Kramer, um an das Geld zu kommen, auch noch ein Codewort benötige, das nur er wisse. Auch Schreitle ist mittlerweile auf Wendel gekommen, da ihm die Golfschläger bei Wendel im Wagen aufgefallen waren,  auch Matuschek und seine Kollegen hatten Golf im selben Club gespielt, somit könnte auch dieser an die Schlüssel von Matuscheks Wagen gekommen sein. Schreitle studiert noch einmal die Akten im Mordfall Lehmann und entdeckt, dass in der Zeitung, die auf Lehmanns Pensionszimmertisch lag, ein Artikel über Wendel abgedruckt war, so hatte Lehmann seinen Auftraggeber erkannt. Schreitle und Lukas suchen Wendel auf, der gerade mit Kramer nach Zürich aufbrechen will, und nehmen Wendel wegen zweifachen Mordes fest. Kramer übergibt Schreitle resigniert die Kontokarte für die in Zürich deponierte Beute.

## Einschaltquote und Hintergrund
Bei der Erstausstrahlung konnte diese Folge 17,42 Mio. Zuschauer binden, was einem Marktanteil von 44 % entsprach. Die Folge wurde in Stuttgart und Mannheim zwischen dem 22. September und dem 29. Oktober 1986 gedreht.

## Kritik
Die Kritiker der Fernsehzeitschrift TV Spielfilm beurteilen diesen Tatort nur mittelmäßig und fanden, der „stimmig, aber bedächtig inszenierte Krimi“ sei ein „Standard-‚Tatort‘ nach 80er-Muster“.